# Prueba Villafranca de Ordizia 2006
La Prueba Villafranca de Ordizia 2006, ottantatreesima edizione della corsa e valida come evento dell'UCI Europe Tour 2006 categoria 1.1, si svolse il 25 luglio 2006 su un percorso totale di 165 km. Fu vinta dal colombiano Félix Cárdenas che terminò la gara in 3h51'02", alla media di 42,85 km/h.
Al traguardo 78 ciclisti portarono a termine il percorso.

## Ordine d'arrivo (Top 10)
| Pos. | Corridore            | Squadra       | Tempo    |
| ---- | -------------------- | ------------- | -------- |
| 1    | Félix Cárdenas       | Barloworld    | 3h51'02" |
| 2    | Alberto Rodríguez    | Massi         | a 4"     |
| 3    | David Latasa         | C. Valenciana | s.t.     |
| 4    | Daniel Moreno        | Relax-GAM     | a 17"    |
| 5    | Jesús Hernández      | Relax-GAM     | s.t.     |
| 6    | Carlos Torrent       | Viña Magna    | a 22"    |
| 7    | Rubén Pérez          | Euskaltel     | a 26"    |
| 8    | Ángel Vallejo        | Relax-GAM     | s.t.     |
| 9    | Manuel Vázquez Hueso | Andalucía     | s.t.     |
| 10   | José Alberto Benítez | Saunier Duval | s.t.     |